# College Linux
College Linux era o distribuție de Linux bazată pe Slackware.

## Legături externe
- College Linux la DistroWatch